# William Welby-Gregory
William Earle Welby-Gregory, 4e baronnet (4 janvier 1829 - 26 novembre 1898) est un homme politique du parti conservateur britannique.

## Biographie
En 1863, William épouse Victoria Stuart-Wortley, dont il a trois enfants.

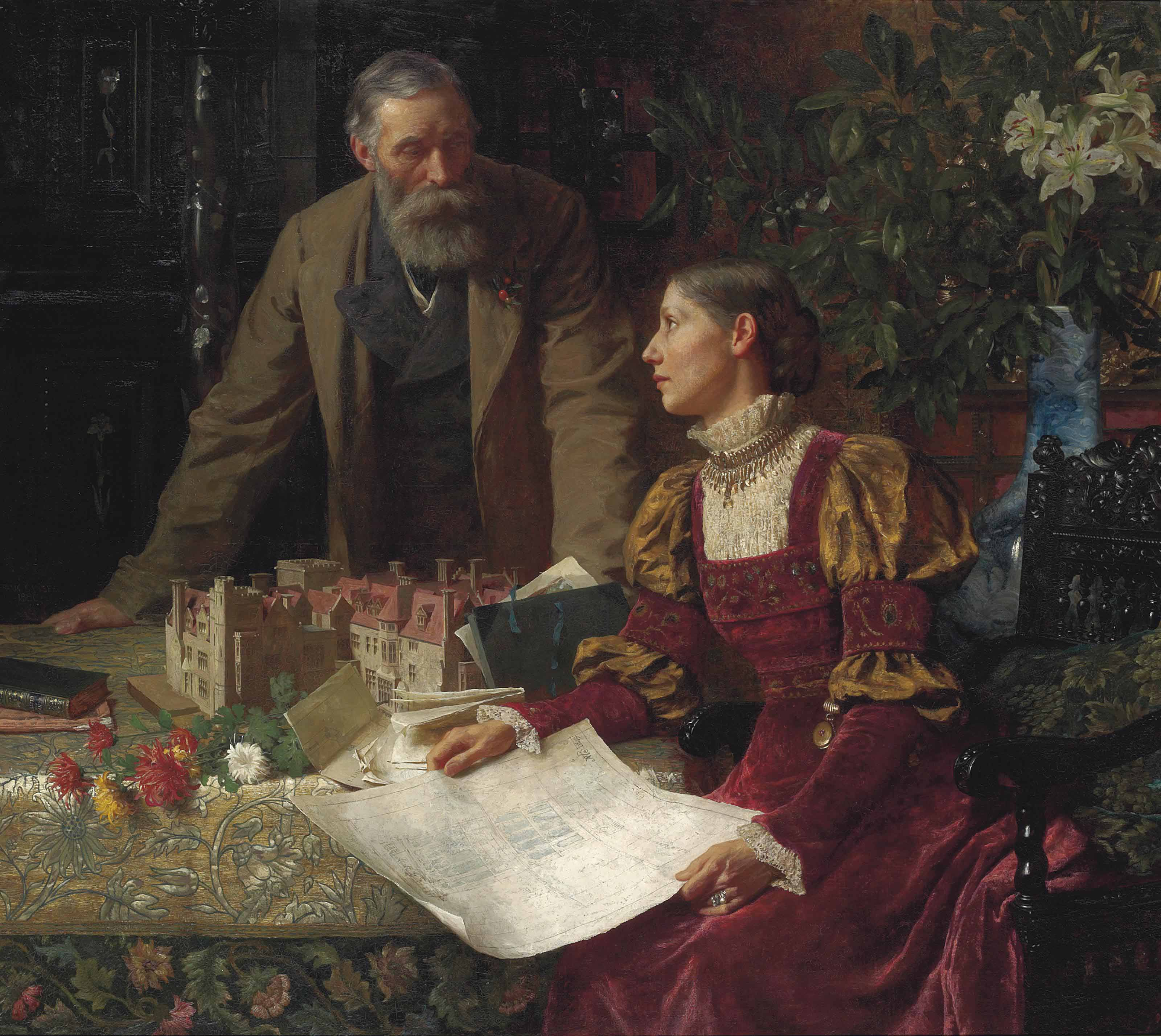
Frank Dicksee, The House Builders (1880), une peinture représentant WE et Lady Welby-Gregory

Il est élu en tant que député pour Grantham en 1857, et occupe le siège jusqu'à ce qu'il démissionne le 14 avril 1868 (en prenant le poste de délégué des Chiltern Hundred)  pour se présenter à une élection partielle pour le Lincolnshire du Sud . Il y est élu sans opposition le 29 avril et occupe ce siège jusqu'à sa nouvelle démission le 20 février 1884, cette fois en devenant l'intendant du manoir de Northstead .